# Colom de Malherbe
El colom de Malherbe (Columba malherbii) és un colom, per tant un ocell de la família dels colúmbids (Columbidae) que habita la selva de les illes del golf de Guinea, a illa de Príncipe, São Tomé i Annobón.